# Peter Torry
Sir Peter James Torry, GCVO, KCMG (* 2. August 1948) ist ein britischer Diplomat.

## Leben
Er genoss eine Ausbildung im Dover College und im New College in Oxford, wo er in Rugby die Trophäe Blue errang. Er ist verheiratet und hat drei Töchter.
Für das Foreign and Commonwealth Office war er in Washington D.C., Bonn, Jakarta und Kuba akkreditiert. Von 1998 bis 2003 war er Botschafter Ihrer Majestät bei Juan Carlos in Spanien. Von 2003 bis zum 30. September 2007 war er Botschafter Ihrer Majestät in Berlin.
2005 wurde in Spiegel Online ein Interview von ihm veröffentlicht. In The Times vom 8. September 2009 äußerte er sich zur Bundestagswahl 2009. Er wurde mit dem B’nai B’rith Europe grants Award ausgezeichnet.